# John Charles Poynton
John Charles Poynton est un herpétologiste anglo-sud-africain.
Il travaille au Department of Zoology du Musée d'histoire naturelle de Londres.

## Taxons nommés en son honneur
- Cacosternum poyntoni Lambiris, 1988
- Nectophrynoides poyntoni Menegon, Salvidio & Loader, 2004
- Poyntonia Channing & Boycott, 1989
- Poyntonophrynus Frost, Grant, Faivovich, Bain, Haas, Haddad, de Sá, Channing, Wilkinson, Donnellan, Raxworthy, Campbell, Blotto, Moler, Drewes, Nussbaum, Lynch, Green & Wheeler, 2006
- Ptychadena poyntoni Guibé, 1960

## Quelques Taxons décrits
- Arthroleptis troglodytes Poynton, 1963
- Leptopelis mossambicus Poynton, 1985
- Leptopelis parbocagii Poynton & Broadley, 1987
- Leptopelis xenodactylus Poynton, 1963
- Breviceps acutirostris Poynton, 1963
- Probreviceps rhodesianus Poynton & Broadley, 1967
- Amietophrynus reesi (Poynton, 1977)
- Mertensophryne howelli (Poynton & Clarke, 1999)
- Mertensophryne loveridgei (Poynton, 1991)
- Mertensophryne usambarae (Poynton & Clarke, 1999)
- Nectophrynoides asperginis Poynton, Howell, Clarke & Lovett, 1999
- Poyntonophrynus grandisonae (Poynton & Haacke, 1993)
- Poyntonophrynus kavangensis (Poynton & Broadley, 1988)
- Vandijkophrynus inyangae (Poynton, 1963)
- Amietia inyangae (Poynton, 1966)
- Nothophryne Poynton, 1963
- Nothophryne broadleyi Poynton, 1963